# Football Club Internazionale Milano 1996-1997
Questa voce raccoglie le informazioni riguardanti il Football Club Internazionale Milano nelle competizioni ufficiali della stagione 1996-1997.

## Stagione

Il gol in rovesciata del neoacquisto Youri Djorkaeff alla Roma del 5 gennaio 1997, annoverato tra i più belli nella storia del calcio.

Con Hodgson ancora al timone della squadra, Roberto Carlos fu ceduto al Real Madrid per l'incompatibilità tattica con il britannico. Novità provenienti dal mercato – a fronte di un azionariato societario che registrò l'inserimento della Pirelli – risultarono essere Tarantino, Galante e Angloma per il pacchetto arretrato; Sforza e Winter composero la cerniera di centrocampo, col trequartista Djorkaeff in appoggio alle punte Kanu (il cui tesseramento fu ritardato da una grave patologia cardiaca che gli impedirà di scendere in campo per tutta la stagione) e Zamorano, quest'ultimo rivelatosi una valida alternativa ai confermati Branca e Ganz.
Al nome del fantasista transalpino rimase invece legato il gol in acrobazia alla Roma del 5 gennaio 1997, prodezza che spinse l'arbitro Cesari a complimentarsi col giocatore: la rete è ritenuta da allora tra le più belle nella storia del calcio e nell'immediato diverrà la copertina dell'abbonamento interista per la stagione seguente. Pur mancando nel complesso di un'identità collettiva a favore delle singole individualità, la squadra di Hodgson fu artefice di buone prove anche in Coppa Italia, raggiungendo le semifinali grazie soprattutto al 3-0 con cui, nell'andata dei quarti di finale, fece suo il derby d'Italia a Torino: quindi sfiorò l'accesso alla finale, venendo eliminata dal Napoli solamente ai tiri di rigore. La compagine milanese seppe proporsi anche quale terza forza del campionato dopo Juventus e Parma: frenati a domicilio dai torinesi – col risultato oggetto di protesta a causa di una rete che l'arbitro Collina annullò a Ganz dopo le rimostranze dei bianconeri di Lippi –, i lombardi caddero sul campo dei ducali, abbandonando la lotta-scudetto sul finire dell'inverno.

Javier Zanetti e Eigenrauch nella finale di ritorno della Coppa UEFA tra Inter e Schalke 04, che vide i nerazzurri sconfitti dal dischetto.

Maggiori soddisfazioni regalò un cammino in UEFA caratterizzato durante la prima fase dall'eliminazione di Guingamp, AK Grazer e Boavista: nei turni successivi fu quindi Ganz, capocannoniere della competizione, a risultare vitale, con l'abilità sottoporta del friulano che decise i confronti col belga Anderlecht e il francese Monaco. Opposta dunque al tedesco Schalke 04 per l'assegnazione del trofeo, la Beneamata si assicurò nel frattempo il gradino più basso del podio in ambito nazionale.
Il primo atto della finale arrise ai teutonici per un gol di Wilmots, con le sorti pareggiate da Zamorano nel retour match di Milano: nei supplementari, dopo l'espulsione di Fresi per somma di gialli e una traversa colpita da Ganz, Javier Zanetti e Hodgson furono protagonisti di un duro alterco originato dalla scelta del tecnico di sostituire l'argentino con Berti. Scongiurato uno scontro fisico tra l'allenatore e il «numero 4», i nerazzurri mancarono la conquista della coppa ai tiri di rigore per le conclusioni fallite da Zamorano e Winter. Entrato in conflitto con la dirigenza, l'inglese rassegnò le proprie dimissioni all'indomani della partita: il vice Castellini, subentrato pro tempore, conseguì un'altra partecipazione alla UEFA con 59 punti in classifica.

## Divise e sponsor
Lo sponsor tecnico per la stagione 1996-1997 fu Umbro, mentre quello ufficiale era Pirelli.
| Casa | Trasferta | 3ª divisa |

## Organigramma societario
Area direttiva
- Presidente: Massimo Moratti
- Vice Presidente: Giammaria Visconti di Modrone e Giuseppe Prisco
- Amministratore delegato: Rinaldo Ghelfi e Luigi Predeval
- Direttore Generale: Luigi Predeval

Area comunicazione
- Responsabile area comunicazione: Gino Franchetti
- Ufficio Stampa: Sandro Sabatini

Area tecnica
- Direttore sportivo: Sandro Mazzola
- Allenatore: Roy Hodgson, poi Luciano Castellini
- Allenatore in seconda: Giovanni Ardemagni
- Preparatore atletico: Claudio Bordon
- Preparatore dei portieri: Luciano Castellini

Area sanitaria
- Medici sociali: Piero Volpi e Fabio Forloni
- Massaggiatori: Massimo Della Casa e Marco Della Casa

## Rosa
| N. |                        | Ruolo | Calciatore                  |
| -- | ---------------------- | ----- | --------------------------- |
| 1  | Italia (bandiera)      | P     | Gianluca Pagliuca           |
| 2  | Italia (bandiera)      | D     | Giuseppe Bergomi (capitano) |
| 3  | Italia (bandiera)      | D     | Alessandro Pistone          |
| 4  | Argentina (bandiera)   | D     | Javier Zanetti              |
| 5  | Italia (bandiera)      | D     | Fabio Galante               |
| 6  | Francia (bandiera)     | C     | Youri Djorkaeff             |
| 7  | Italia (bandiera)      | D     | Salvatore Fresi             |
| 8  | Inghilterra (bandiera) | C     | Paul Ince                   |
| 9  | Cile (bandiera)        | A     | Iván Zamorano               |
| 10 | Italia (bandiera)      | A     | Benito Carbone              |
| 11 | Nigeria (bandiera)     | A     | Nwankwo Kanu                |
| 12 | Italia (bandiera)      | P     | Andrea Mazzantini           |
| 13 | Italia (bandiera)      | D     | Gianluca Festa              |
| 14 | Paesi Bassi (bandiera) | C     | Aron Winter                 |
| 15 | Italia (bandiera)      | C     | Sergio D'Autilia            |

| N. |                     | Ruolo | Calciatore         |
| -- | ------------------- | ----- | ------------------ |
| 18 | Italia (bandiera)   | C     | Nicola Berti       |
| 19 | Italia (bandiera)   | D     | Massimo Paganin    |
| 20 | Francia (bandiera)  | D     | Jocelyn Angloma    |
| 21 | Svizzera (bandiera) | C     | Ciriaco Sforza     |
| 22 | Italia (bandiera)   | P     | Armando Pantanelli |
| 23 | Italia (bandiera)   | A     | Maurizio Ganz      |
| 25 | Italia (bandiera)   | D     | Massimo Tarantino  |
|    | Italia (bandiera)   | C     | Giammarco Frezza   |
| 27 | Italia (bandiera)   | A     | Marco Branca       |
| 28 | Italia (bandiera)   | A     | Gionatha Spinesi   |
| 29 | Italia (bandiera)   | D     | Matteo Ferrari     |
| 30 | Italia (bandiera)   | A     | Arturo Di Napoli   |
| 31 | Italia (bandiera)   | D     | Tiziano Polenghi   |
| -  | Italia (bandiera)   | D     | Andrea Polizzano   |

## Calciomercato

### Sessione estiva (dall'1/7 al 31/8)
| Acquisti | Acquisti          | Acquisti            | Acquisti                    |
| R.       | Nome              | da                  | Modalità                    |
| -------- | ----------------- | ------------------- | --------------------------- |
| P        | Andrea Mazzantini | Venezia             | definitivo                  |
| P        | Paolo Orlandoni   | Ancona              | fine prestito               |
| D        | Jocelyn Angloma   | Torino              | definitivo                  |
| D        | Matteo Ferrari    | SPAL                | definitivo                  |
| D        | Fabio Galante     | Genoa               | definitivo (9 miliardi ₤)   |
| D        | Luca Mezzano      | Torino              | definitivo                  |
| D        | Massimo Tarantino | Napoli              | definitivo                  |
| D        | Paolo Tramezzani  | Cesena              | definitivo                  |
| C        | Youri Djorkaeff   | Paris Saint-Germain | definitivo (7.5 miliardi ₤) |
| C        | Ciriaco Sforza    | Bayern Monaco       | definitivo (6 miliardi ₤)   |
| C        | Igor Shalimov     | Lugano              | fine prestito               |
| C        | Aron Winter       | Lazio               | definitivo                  |
| A        | Massimo Marazzina | Foggia              | riscatto                    |
| A        | Iván Zamorano     | Real Madrid         | definitivo (4 miliardi ₤)   |
| A        | Nwankwo Kanu      | Ajax                | definitivo (8 miliardi ₤)   |

| Cessioni | Cessioni            | Cessioni     | Cessioni                        |
| R.       | Nome                | a            | Modalità                        |
| -------- | ------------------- | ------------ | ------------------------------- |
| P        | Giorgio Frezzolini  | Trapani      | prestito                        |
| P        | Paolo Orlandoni     | Foggia       | prestito                        |
| D        | Giovanni Bia        | Udinese      | definitivo                      |
| D        | Felice Centofanti   | Genoa        | definitivo                      |
| D        | Mirko Conte         | Piacenza     | definitivo                      |
| D        | Luca Mezzano        | Torino       | prestito                        |
| D        | Roberto Carlos      | Real Madrid  | definitivo (7 miliardi ₤)       |
| D        | Mirko Taccola       | Napoli       | definitivo                      |
| D        | Paolo Tramezzani    | Piacenza     | definitivo                      |
| C        | Alessandro Bianchi  | Cesena       | definitivo                      |
| C        | Francesco Dell'Anno | Salernitana  | definitivo                      |
| C        | Davide Fontolan     | Bologna      | definitivo                      |
| C        | Antonio Manicone    | Perugia      | definitivo                      |
| C        | Pierluigi Orlandini | Verona       | prestito                        |
| C        | Igor Shalimov       | Bologna      | definitivo                      |
| A        | Caio                | Napoli       | prestito                        |
| A        | Marco Delvecchio    | Roma         | rinnovo prestito (6 miliardi ₤) |
| A        | Mohammed Kallon     | Lugano       | rinnovo prestito                |
| A        | Arturo Di Napoli    | Napoli       | rinnovo compartecipazione       |
| A        | Massimo Marazzina   | Chievo       | definitivo                      |
| A        | Sebastián Rambert   | Boca Juniors | definitivo                      |

### Sessione autunnale
| Acquisti | Acquisti | Acquisti | Acquisti |
| R.       | Nome     | da       | Modalità |
| -------- | -------- | -------- | -------- |

| Cessioni | Cessioni         | Cessioni       | Cessioni                              |
| R.       | Nome             | a              | Modalità                              |
| -------- | ---------------- | -------------- | ------------------------------------- |
| P        | Marco Fortin     | Torres         | prestito (a settembre)                |
| C        | Andrea Seno      | Bologna        | definitivo (a settembre)              |
| C        | Giammarco Frezza | Fidelis Andria | prestito (a novembre)                 |
| A        | Benito Carbone   | Sheffield Weds | definitivo (7 miliardi ₤) (a ottobre) |

### Sessione invernale (dal 2/1 all'1/2)
| Acquisti | Acquisti         | Acquisti | Acquisti |
| R.       | Nome             | da       | Modalità |
| -------- | ---------------- | -------- | -------- |
| A        | Arturo Di Napoli | Napoli   | riscatto |

| Cessioni | Cessioni         | Cessioni         | Cessioni   |
| R.       | Nome             | a                | Modalità   |
| -------- | ---------------- | ---------------- | ---------- |
| D        | Gianluca Festa   | Middlesbrough    | definitivo |
| A        | Gionatha Spinesi | Castel di Sangro | prestito   |

## Risultati

### Serie A

#### Girone di andata
| Arbitro: | Ceccarini (Livorno) |

|  |           |            |
|  | Marcatori | 10’ Sforza |

| Arbitro: | Pellegrino (Barcellona Pozzo di Gotto) |

|             |           |  |
| Zanetti 62’ | Marcatori |  |

| Arbitro: | Collina (Viareggio) |

|             |           |             |
| Angloma 40’ | Marcatori | 33’ Signori |

| Arbitro: | Pairetto (Nichelino) |

|                |           |               |
| F. Inzaghi 86’ | Marcatori | 44’ Djorkaeff |

| Arbitro: | Tombolini (Ancona) |

|                          |           |  |
| Branca 45’ Djorkaeff 48’ | Marcatori |  |

| Arbitro: | Braschi (Prato) |

|                        |           |  |
| Jugović 40’ Zidane 62’ | Marcatori |  |

| Arbitro: | Treossi (Forlì) |

|                              |           |           |
| Zamorano 6’, 54’ Zanetti 24’ | Marcatori | 1’ Crespo |

| Arbitro: | Messina (Bergamo) |

|  |           |             |
|  | Marcatori | 85’ Zanetti |

| Arbitro: | Bazzoli (Merano) |

|                   |           |                   |
| Ganz 50’ Ince 83’ | Marcatori | 44’, 64’ Oliveira |

| Arbitro: | Braschi (Prato) |

|              |           |                      |
| R. Baggio 3’ | Marcatori | 13’ (rig.) Djorkaeff |

| Arbitro: | Bettin (Padova) |

|                              |           |                     |
| Ganz 8’ Djorkaeff 90’ (rig.) | Marcatori | 44’ Muzzi 49’ Silva |

| Arbitro: | Cesari (Genova) |

|           |           |                      |
| Maini 19’ | Marcatori | 63’ (rig.) Djorkaeff |

| Arbitro: | Trentalange (Torino) |

|                              |           |                                                   |
| Branca 11’, 46’ N. Berti 42’ | Marcatori | 7’, 57’ Montella 85’ Franceschetti 90’ R. Mancini |

| Arbitro: | Farina (Novi Ligure) |

|             |           |               |
| Pacheco 42’ | Marcatori | 64’ Djorkaeff |

| Arbitro: | Cesari (Genova) |

|                                  |           |                |
| Ganz 11’ Djorkaeff 39’ Fresi 69’ | Marcatori | 48’ Delvecchio |

| Arbitro: | Bazzoli (Merano) |

|            |           |                          |
| Caccia 90’ | Marcatori | 43’ Branca 88’ Djorkaeff |

| Arbitro: | Boggi (Salerno) |

|  |           |                           |
|  | Marcatori | 38’ Marocchi 90’ Shalimov |

#### Girone di ritorno
| Arbitro: | Rodomonti (Teramo) |

|                      |           |           |
| Djorkaeff 63’ (rig.) | Marcatori | 13’ Poggi |

| Perugia 2 febbraio 1997, ore 14:30 CET 19ª giornata | Perugia             | 0 – 0 referto | Inter | Stadio Renato Curi\| Arbitro: \| Collina (Viareggio) \| |
| Arbitro:                                            | Collina (Viareggio) |               |       |                                                         |

| Arbitro: | Ceccarini (Livorno) |

|                       |           |                            |
| Fuser 24’ Signori 72’ | Marcatori | 60’ Zamorano 62’ Djorkaeff |

| Arbitro: | Borriello (Mantova) |

|                            |           |  |
| Djorkaeff 68’ Zamorano 90’ | Marcatori |  |

| Arbitro: | Trentalange (Torino) |

|  |           |                        |
|  | Marcatori | 39’, 75’ Ince 54’ Ganz |

| Milano 9 marzo 1997, ore 20:30 CET 23ª giornata | Inter               | 0 – 0 referto | Juventus | Stadio Giuseppe Meazza\| Arbitro: \| Collina (Viareggio) \| |
| Arbitro:                                        | Collina (Viareggio) |               |          |                                                             |

| Arbitro: | Bazzoli (Merano) |

|            |           |  |
| Chiesa 22’ | Marcatori |  |

| Arbitro: | Borriello (Mantova) |

|                     |           |             |
| Ganz 31’ Branca 57’ | Marcatori | 33’ Maniero |

| Firenze 5 aprile 1997, ore 15:00 CEST 26ª giornata | Fiorentina      | 0 – 0 referto | Inter | Stadio Artemio Franchi\| Arbitro: \| Cesari (Genova) \| |
| Arbitro:                                           | Cesari (Genova) |               |       |                                                         |

| Arbitro: | Boggi (Salerno) |

|                                            |           |               |
| Djorkaeff 32’ (rig.) Zamorano 43’ Ganz 57’ | Marcatori | 88’ R. Baggio |

| Arbitro: | Pellegrino (Barcellona Pozzo di Gotto) |

|               |           |                       |
| Tovalieri 80’ | Marcatori | 42’ Zamorano 50’ Ince |

| Arbitro: | Trentalange (Torino) |

|  |           |              |
|  | Marcatori | 22’ Iannuzzi |

| Arbitro: | Pairetto (Nichelino) |

|           |           |               |
| Verón 14’ | Marcatori | 45’, 76’ Ganz |

| Arbitro: | Beschin (Legnago) |

|                        |           |           |
| Ince 42’, 90’ Ganz 60’ | Marcatori | 66’ Galli |

| Arbitro: | Treossi (Forlì) |

|             |           |               |
| Statuto 55’ | Marcatori | 83’ Djorkaeff |

| Arbitro: | Ceccarini (Livorno) |

|                                     |           |                            |
| Ince 50’ Zamorano 66’ Djorkaeff 82’ | Marcatori | 32’ (aut.) Ince 90’ Caccia |

| Arbitro: | Boggi (Salerno) |

|                           |           |               |
| Shalimov 5’ Paramatti 75’ | Marcatori | 51’, 65’ Ganz |

### Coppa Italia

#### Fase ad eliminazione diretta
| Arbitro: | Braschi (Prato) |

|  |           |            |
|  | Marcatori | 28’ Winter |

| Arbitro: | Boggi (Salerno) |

|                              |           |                       |
| Pancaro 85’ (rig.) Silva 87’ | Marcatori | 57’ Ince 68’ Zamorano |

| Arbitro: | Farina (Novi Ligure) |

|                          |           |                    |
| Paganin 35’ Zamorano 42’ | Marcatori | 81’ (aut.) Angloma |

#### Fase finale
| Arbitro: | Cesari (Genova) |

|  |           |                                     |
|  | Marcatori | 33’ Zamorano 77’ Ince 89’ Djorkaeff |

| Arbitro: | Nicchi (Arezzo) |

|          |           |                |
| Ganz 50’ | Marcatori | 46’ N. Amoruso |

| Arbitro: | Treossi (Forlì) |

|             |           |          |
| Zamorano 5’ | Marcatori | 11’ Cruz |

| Arbitro: | Pairetto (Nichelino) |

|                                         |                      |                                       |
| Beto 73’                                | Marcatori            | 11’ Zanetti                           |
| Milanese Caccia Caio Turrini Boghossian | Tiri di rigore 5 – 4 | Zamorano Djorkaeff M. Paganin Pistone |

### Coppa UEFA
| Arbitro: | Vega |

|  |           |                                          |
|  | Marcatori | 24’ Ganz 71’ (rig.) Djorkaeff 85’ Sforza |

| Arbitro: | Hamer |

|           |           |          |
| Branca 7’ | Marcatori | 75’ Wreh |

| Arbitro: | Jol |

|             |           |  |
| Angloma 80’ | Marcatori |  |

| Arbitro: | Veissière |

|                                  |                      |                                           |
| Sabitzer 36’ (rig.)              | Marcatori            |                                           |
| Anicic Dampfhofer Rajkovic Muzek | Tiri di rigore 3 – 5 | Zamorano Djorkaeff N. Berti Pistone Fresi |

| Arbitro: | Durkin |

|                                          |           |                 |
| Sforza 6’, 58’ Angloma 14’ Ganz 23’, 66’ | Marcatori | 62’ Hasselbaink |

| Arbitro: | Merk |

|  |           |                               |
|  | Marcatori | 12’ (rig.) Djorkaeff 66’ Ince |

| Arbitro: | Puhl |

|              |           |          |
| Versavel 27’ | Marcatori | 75’ Ganz |

| Arbitro: | Heynemann |

|               |           |           |
| Ganz 12’, 60’ | Marcatori | 33’ Preko |

| Arbitro: | Piraux |

|                            |           |            |
| Ganz 17’, 30’ Zamorano 39’ | Marcatori | 71’ Ikpeba |

| Arbitro: | Van der Ende |

|            |           |  |
| Ikpeba 69’ | Marcatori |  |

| Arbitro: | Batta |

|             |           |  |
| Wilmots 69’ | Marcatori |  |

| Arbitro: | García-Aranda |

|                           |                      |                              |
| Zamorano 84’              | Marcatori            |                              |
| Zamorano Djorkaeff Winter | Tiri di rigore 1 – 4 | Anderbrügge Thon Max Wilmots |

## Statistiche
Statistiche aggiornate al 1º giugno 1997.

### Statistiche di squadra
| Competizione | Punti | In casa | In casa | In casa | In casa | In casa | In casa | In trasferta | In trasferta | In trasferta | In trasferta | In trasferta | In trasferta | Totale | Totale | Totale | Totale | Totale | Totale | D.R. |
| Competizione | Punti | G       | V       | N       | P       | Gf      | Gs      | G            | V            | N            | P            | Gf           | Gs           | G      | V      | N      | P      | Gf     | Gs     | D.R. |
| ------------ | ----- | ------- | ------- | ------- | ------- | ------- | ------- | ------------ | ------------ | ------------ | ------------ | ------------ | ------------ | ------ | ------ | ------ | ------ | ------ | ------ | ---- |
| Serie A      | 59    | 17      | 9       | 5       | 3       | 31      | 18      | 17           | 6            | 9            | 2            | 20           | 17           | 34     | 15     | 14     | 5      | 51     | 35     | 16   |
| Coppa Italia | -     | 3       | 1       | 2       | 0       | 4       | 3       | 4            | 2            | 2            | 0            | 7            | 3            | 7      | 3      | 4      | 0      | 11     | 6      | 5    |
| Coppa UEFA   | -     | 6       | 5       | 1       | 0       | 13      | 4       | 6            | 2            | 1            | 3            | 6            | 4            | 12     | 7      | 2      | 3      | 19     | 8      | 11   |
| Totale       | -     | 26      | 15      | 8       | 3       | 48      | 25      | 27           | 10           | 12           | 5            | 33           | 24           | 53     | 25     | 20     | 8      | 81     | 49     | 32   |

### Statistiche dei giocatori
Sono in corsivo i calciatori che hanno lasciato la società a stagione in corso.
| Giocatore     | Serie A  | Serie A | Serie A     | Serie A    | Coppa Italia | Coppa Italia | Coppa Italia | Coppa Italia | Coppa UEFA | Coppa UEFA | Coppa UEFA  | Coppa UEFA | Totale   | Totale | Totale      | Totale     |
| Giocatore     | Presenze | Reti    | Ammonizioni | Espulsioni | Presenze     | Reti         | Ammonizioni  | Espulsioni   | Presenze   | Reti       | Ammonizioni | Espulsioni | Presenze | Reti   | Ammonizioni | Espulsioni |
| ------------- | -------- | ------- | ----------- | ---------- | ------------ | ------------ | ------------ | ------------ | ---------- | ---------- | ----------- | ---------- | -------- | ------ | ----------- | ---------- |
| J. Angloma    | 30       | 1       | 2           | 1          | 6            | 0            | 1            | 0            | 10         | 2          | 2           | 0          | 46       | 3      | 5           | 1          |
| G. Bergomi    | 19       | 0       | 2           | 0          | 7            | 0            | 0            | 0            | 10         | 0          | 1           | 0          | 36       | 0      | 3           | 0          |
| N. Berti      | 23       | 1       | 2           | 0          | 7            | 0            | 1            | 0            | 8          | 0          | 0           | 0          | 38       | 1      | 3           | 0          |
| M. Branca     | 21       | 5       | 1           | 1          | 4            | 0            | 0            | 0            | 6          | 1          | 0           | 0          | 31       | 6      | 1           | 1          |
| B. Carbone    | 1        | 0       | 0           | 0          | 1            | 0            | 0            | 0            | 2          | 0          | 0           | 0          | 4        | 0      | 0           | 0          |
| S. D'Autilia  | 0        | 0       | 0           | 0          | 1            | 0            | 0            | 0            | 0          | 0          | 0           | 0          | 1        | 0      | 0           | 0          |
| A. Di Napoli  | 6        | 0       | 0           | 0          | 0            | 0            | 0            | 0            | 0          | 0          | 0           | 0          | 6        | 0      | 0           | 0          |
| Y. Djorkaeff  | 33       | 14      | 2           | 0          | 6            | 1            | 3            | 0            | 10         | 2          | 3           | 0          | 49       | 17     | 8           | 0          |
| G. Festa      | 5        | 0       | 1           | 0          | 2            | 0            | 0            | 0            | 4          | 0          | 0           | 0          | 11       | 0      | 1           | 0          |
| S. Fresi      | 29       | 1       | 7           | 0          | 5            | 0            | 1            | 0            | 10         | 0          | 3           | 1          | 44       | 1      | 11          | 1          |
| F. Galante    | 18       | 0       | 4           | 0          | 6            | 0            | 0            | 0            | 4          | 0          | 2           | 0          | 28       | 0      | 6           | 0          |
| M. Ganz       | 30       | 11      | 3           | 0          | 7            | 1            | 0            | 1            | 11         | 8          | 3           | 0          | 48       | 20     | 6           | 1          |
| P. Ince       | 24       | 7       | 5           | 2          | 4            | 2            | 0            | 0            | 10         | 1          | 3           | 1          | 38       | 10     | 8           | 3          |
| N. Kanu       | 0        | 0       | 0           | 0          | 0            | 0            | 0            | 0            | 0          | 0          | 0           | 0          | 0        | 0      | 0           | 0          |
| A. Mazzantini | 1        | 0       | 0           | 0          | 0            | 0            | 0            | 0            | 0          | 0          | 0           | 0          | 1        | 0      | 0           | 0          |
| M. Paganin    | 32       | 0       | 5           | 0          | 6            | 1            | 1            | 0            | 11         | 0          | 0           | 0          | 49       | 1      | 6           | 0          |
| G. Pagliuca   | 34       | -35     | 0           | 0          | 7            | -6           | 0            | 0            | 12         | -8         | 0           | 0          | 53       | -49    | 0           | 0          |
| A. Pantanelli | 0        | 0       | 0           | 0          | 0            | 0            | 0            | 0            | 0          | 0          | 0           | 0          | 0        | 0      | 0           | 0          |
| A. Pistone    | 26       | 0       | 1           | 0          | 4            | 0            | 2            | 0            | 9          | 0          | 2           | 0          | 39       | 0      | 5           | 0          |
| A. Seno       | 0        | 0       | 0           | 0          | 1            | 0            | 0            | 0            | 0          | 0          | 0           | 0          | 1        | 0      | 0           | 0          |
| C. Sforza     | 26       | 1       | 5           | 0          | 3            | 0            | 0            | 0            | 11         | 3          | 2           | 0          | 40       | 4      | 7           | 0          |
| G. Spinesi    | 0        | 0       | 0           | 0          | 0            | 0            | 0            | 0            | 0          | 0          | 0           | 0          | 0        | 0      | 0           | 0          |
| M. Tarantino  | 0        | 0       | 0           | 0          | 0            | 0            | 0            | 0            | 0          | 0          | 0           | 0          | 0        | 0      | 0           | 0          |
| A. Winter     | 24       | 0       | 3           | 0          | 7            | 1            | 0            | 0            | 11         | 0          | 0           | 0          | 42       | 1      | 3           | 0          |
| I. Zamorano   | 31       | 7       | 0           | 0          | 7            | 5            | 1            | 0            | 10         | 2          | 3           | 0          | 48       | 14     | 4           | 0          |
| J. Zanetti    | 33       | 3       | 3           | 0          | 5            | 1            | 0            | 0            | 12         | 0          | 1           | 0          | 50       | 4      | 4           | 0          |